# Scoparia
- Commons
- Wikispecies

Scoparia L. é um género botânico pertencente à família Plantaginaceae. Tradicionalmente este gênero era classificado na família das Scrophulariaceae.

## Espécies
- Scoparia aemilii
- Scoparia annua
- Scoparia arborea
- Scoparia australis
- Scoparia brasiliensis
- Scoparia divaricata
- Scoparia dulcis
- Scoparia elliptica
- Scoparia ericacea
- Scoparia excelsa
- Scoparia flava
- Scoparia fruticosa
- Scoparia glandulifera
- Scoparia grandiflora
- Scoparia grisebachii
- Scoparia gypsophyloides
- Scoparia hassleriana
- Scoparia macrantha
- Scoparia mexicana
- Scoparia millefoliata
- Scoparia millefoliolata
- Scoparia montevidensis
- Scoparia multifida
- Scoparia neglecta
- Scoparia nudicaulis
- Scoparia pinnatifida
- Scoparia plebeia
- Scoparia praedensa
- Scoparia procumbens
- Scoparia purpurea
- Scoparia ternata
- «Lista das espécies»

## Classificação do gênero
| Sistema | Classificação                      | Referência               |
| ------- | ---------------------------------- | ------------------------ |
| Linné   | Classe Tetrandria, ordem Monogynia | Species plantarum (1753) |